# آرت ديفي
آرت ديفي (بالإنجليزية: Art Davie؛ مواليد ) هو مدير تنفيذي ورائد أعمال نشط سابقًا في الدوائر الإعلانية بجنوب كاليفورنيا. في عام 1993، أنشأ وشارك في إنتاج البطولة التي أصبحت بطولة القتال النهائي (يو إف سي) المتلفزة.

## وصلات خارجية
- آرت ديفي على موقع IMDb (الإنجليزية)
- UFC Creator and RipeTV Launch XARM, First Combat Sport for the Digital Age
- NEXT Sport: XARM. Arm wrestling + MMA = the future of combat sports? ESPN the Magazine